# واترلو (محطة)

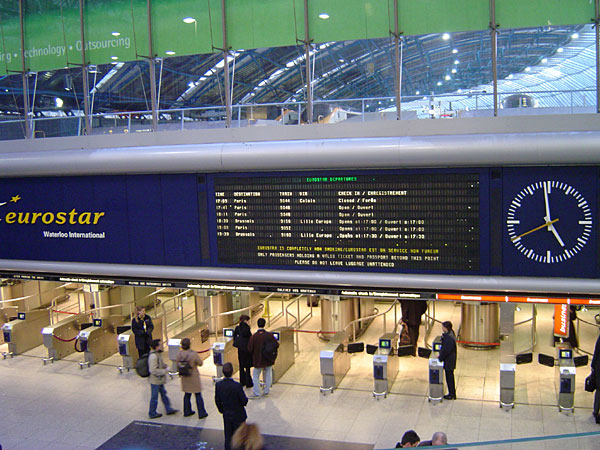
أحد بوابات محطة واترلو

محطة واترلو (Waterloo station) محطة قطارات تعتبر من أهم وأضخم محطات قطارات مدينة لندن ،تم انشائها في 11 تموز من عام 1848 وتم تسيير رحلات دولية منها منذ عام 1994 حتى عام 2007، تشكل جزأ من شبكة مترو أنفاق لندن، أضافة إلى كونها محطة للسفر داخل بريطانيا من خلال شبكة القطارات البريطانية كانت تسير منها رحلات إلى أوروبا(فرنسا وبلجيكا) عبر قطار يوروستار السريع، أضافة إلى احتوائها على محطة للحافلات.تقع المحطة في زون 1 (Zone 1) منطقة واترلو في منطقة لامبيث الإدارية، في الضفة الجنوبية لنهر التايمز في لندن. سميت المحطة نسبة إلى معركة واترلو الشهيرة التي وقعت في القرن الثامن عشر.